# Geoff Keighley
Geoff Marcon Keighley (24 de junio de 1979, Canadá) es un periodista de videojuegos y presentador de televisión canadiense. Era más conocido por ser el anfitrión del programa de videojuegos GameTrailers TV, y por ser coanfitrión del ahora desaparecido G4tv.com. Keighley también es un escritor independiente cuyo trabajo ha aparecido en Kotaku, entre otras publicaciones. Keighley fue el productor ejecutivo de los Spike Video Game Awards, y se ha desempeñado como productor ejecutivo y anfitrión de The Game Awards desde su show inaugural en 2014. También ha sido anfitrión del evento E3 Coliseum en la Electronic Entertainment Expo.Protagonizó un anuncio de la marca Doritos.

## Carrera
La incursión de Keighley en la presentación de informes de videojuegos fue a través de Cybermania '94: The Ultimate Games Awards, el primer programa de premios de videojuegos transmitido por televisión. Keighley tenía catorce años en ese momento, pero fue contratado para ayudar a escribir líneas para que los anfitriones famosos lo leyeran. El programa no se consideró exitoso, tenía como objetivo más la comedia que la celebración, pero a partir de ese programa, Keighley se inspiró para desarrollar algún tipo de equivalente de los Premios de la Academia para los videojuegos en su carrera.
Además de GTTV, Keighley ha participado en muchos otros proyectos relacionados con videojuegos en la televisión. En la red G4 de Comcast, apareció como el presentador principal de la red para su cobertura de conferencia de prensa E3, entrevistando a CEO de compañías como Sony y Electronic Arts. Para MTV, creó el concepto y produjo (con LivePlanet) Gears of War: Race to E3 y Gears of War: Race to Launch, dos especiales que llevaron a los espectadores al desarrollo del exitoso juego Xbox 360 de Microsoft. Y en 2007, Discovery Channel emitió un documental de cinco horas sobre lanzamientos, incluidos los de compañías como World of Wonder Productions, basado en un tratamiento de Keighley, quien también se desempeñó como productor consultor. Keighley también ha presentado y coproducido una serie de especiales de lanzamiento de videojuegos para Spike TV, incluyendo Madden NFL 08 Kickoff con una actuación de Ozzy Osbourne y Halo 3: Launched! con una actuación de Linkin Park. También fue entrevistado en lo que se convirtió en un segmento controvertido de Fox News en Mass Effect, y luego fue elogiado por los jugadores en línea por ser el único en el programa que realmente había jugado el juego.
Keighley fue invitado por los productores del programa Spike Video Game Awards para ayudar con la programación desde 2006 en adelante. En 2013, Spike cambió el formato del espectáculo y renombró los premios como los Premios VGX. Para Keighley, el formato se volvió más comercial y promocional en lugar de una celebración de los logros de los videojuegos, y posteriormente abandonó el programa. A lo largo de 2014, financió sus propios esfuerzos para organizar una nueva entrega de premios, obteniendo el apoyo de Microsoft, Sony y Nintendo, así como de las principales publicaciones y líderes de la industria. Keighley estableció así The Game Awards, que se presentaron por primera vez en diciembre de 2014, y que Keighley sigue siendo el anfitrión principal.
Keighley es conocido por escribir críticas y previas, y detrás de cámaras de la industria de los juegos en busca de perfiles de negocios en profundidad y piezas de larga duración. Aunque inicialmente era escritor en GameSpot desde 1998, Keighley escribió la columna del sitio "Detrás de los juegos". Esta columna se convirtió en una serie de artículos The Final Hours, donde tiene acceso en profundidad a los diversos estudios cerca del final de un período de desarrollo y escribe en profundidad sobre el proceso a medida que el juego está a punto de completarse. En años más recientes, estos artículos se lanzan como aplicaciones móviles. En una entrevista de julio de 2008 en The Jace Hall Show, Keighley habló sobre la importancia de este proceso y declaró, "hay tanta falta de periodismo de investigación. Ojalá tuviera más tiempo para hacer más, más o menos, investigación. Realmente profundizar en algunos de estos problemas más importantes, por lo que podría ver, como el problema del Anillo Rojo de la Muerte. Nunca se ha informado adecuadamente sobre eso, como lo que realmente sucede". Sin embargo, se ha enfrentado a críticas de algunos sectores por su disposición a presente juegos para mantener exclusivas, independientemente de su calidad real, y para aceptar las relaciones públicas de la industria al pie de la letra en una columna de octubre de 2012 publicada en Eurogamer. En diciembre de 2016, Keighley fue elegido juez de los Viveport Developer Awards.
Keighley aparece como un personaje holográfico en el videojuego de Hideo Kojima, Death Stranding, estrenado en noviembre de 2019.

## Controversia
En una columna de Eurogamer, el experiodista Robert Florence acusó a Keighley y otros de estar a menudo "en la cama" con la industria de los videojuegos. La controvertida pieza recibió elogios y críticas con varios cambios realizados por su editor Tom Bramwell debido a acciones legales.